# Eustomias spherulifer
Eustomias spherulifer es una especie de pez de la familia Stomiidae en el orden de los Stomiiformes.

## Morfología
• Los machos pueden llegar alcanzar los 15 cm de longitud total.

## Hábitat
Es un pez de mar y de aguas  subtropicales que vive hasta 1900 m de profundidad.

## Distribución geográfica
Se encuentra en el  Atlántico oriental y el Atlántico occidental (frente a las costas del Brasil ).